# کمیته هماهنگی احزاب و سازمان‌های مائوئیست آسیای جنوبی
کمیتهٔ هماهنگی احزاب و سازمان‌های مائوئیست آسیای جنوبی (مخف: ککموپوسا) همانطور که از نامش پیداست سازمانی چتری متشکل از انواع سازمان‌های مائوئیست در آسیای جنوبی است و برای سازمان‌دهی فعالیت‌های آن‌ها در آسیای جنوبی و سایر نقاط جهان تلاش می‌کند.